# Río Piatúa
Der Río Piatúa ist ein 41,5 km langer linker Nebenfluss des Río Anzu in den Provinzen Pastaza und Napo in Ecuador.

## Flusslauf
Der Río Piatúa entspringt an der Ostflanke der Cordillera Real auf einer Höhe von etwa 3000 m. Das Quellgebiet liegt in der Provinz Pastaza 26 km nordnordwestlich von Puyo. Der Río Piatúa fließt in überwiegend östlicher Richtung aus dem Gebirge. Ab Flusskilometer 35 bildet der Fluss die Provinzgrenze zur nördlich gelegenen Provinz Napo. 
14,5 km oberhalb der Mündung mündet der Río Piatúa Blanco von links in den Fluss. Einen Kilometer vor der Mündung spaltet (⊙) sich ein linker Mündungsarm (⊙) ab. Der rechte, obere Mündungsarm trifft etwa 2,5 km nordnordöstlich der Kleinstadt Santa Clara auf einer Höhe von etwa 557 m auf den nach Norden fließenden Río Anzu.

## Einzugsgebiet
Der Río Piatúa entwässert ein etwa 164 km² großes Gebiet an der Ostflanke der Cordillera Real. Das Einzugsgebiet grenzt im Süden an das des oberen Río Anzu. Es ist mit tropischem Wolken- und Nebelwald bewachsen. Die Gebirgsregion oberhalb einer Höhe von 1450 m liegt innerhalb des Nationalparks Llanganates.

## Umweltaspekte
Der noch naturbelassene Fluss ist ein bei Kajakfahrern beliebter Wildwasserfluss. Das Gebiet wird von der indigenen Gruppe der Kichwa besiedelt. Ende der 2010er Jahre wurde bekannt, dass Compañia de Generacion Electrica San Francisco Genefran S.A., ein regionales Energieversorgungsunternehmen,  ein 30 MW-Wasserkraftwerk am Flusslauf des Río Piatúa errichten soll. Daraufhin kam es zu Protesten und Demonstrationen der lokalen indigenen Bevölkerung. Mit der Errichtung eines Staudamms wird das Ökosystem des Einzugsgebietes bedroht. Ein Gesetz zum Schutz der Natur, das 2008 in Ecuador eingeführt wurde, soll das Projekt verhindern.